# Motorcross der Naties 2007
De 61e Motorcross der Naties werd gereden op 23 september 2007 in het Amerikaanse Budds Creek.
Van de meer dan dertig deelnemende landen mochten de twintig besten uit de kwalificaties deelnemen aan de finale. Elke ploeg bestond uit drie rijders: één in de MX1-klasse, één in de MX2-klasse, en één in de "Open" klasse, dus met vrije keuze van de motor. De wedstrijd bestond uit drie reeksen waarin telkens twee rijders per land uitkwamen: resp. MX1 en MX2, MX2 en Open, en MX1 en Open. De puntenstand per land was de som van de vijf beste plaatsen die de rijders in de reeksen behaalden; het slechtste resultaat werd geschrapt.
- Voor België bestond de ploeg uit Steve Ramon (MX1), Jeremy Van Horebeek (MX2), en Ken De Dycker (Open). Oud-wereldkampioen Joël Robert was de ploegleider.
- Nederland stuurde geen delegatie.
- De Verenigde Staten waren de grote favorieten. De Amerikaanse ploeg: Ricky Carmichael (MX1), Ryan Villopoto (MX2), en Tim Ferry (Open), stond ook onder leiding van een Belgisch ex-wereldkampioen, Roger De Coster.

## Uitslag Kwalificaties

### Kwalificatiereeks MX1
| 1  | Ricky Carmichael   | Verenigde Staten    |
| 2  | Grant Langston     | Zuid-Afrika         |
| 3  | David Philippaerts | Italië              |
| 4  | Maximilian Nagl    | Duitsland           |
| 5  | Steve Ramon        | België              |
| 6  | Sébastien Pourcel  | Frankrijk           |
| 7  | Jonathan Barragán  | Spanje              |
| 8  | Billy Mackenzie    | Verenigd Koninkrijk |
| 9  | Julien Bill        | Zwitserland         |
| 10 | Akira Narita       | Japan               |

### Kwalificatiereeks MX2
| 1  | Ryan Villopoto      | Verenigde Staten    |
| 2  | Antonio Cairoli     | Italië              |
| 3  | Gareth Swanepoel    | Zuid-Afrika         |
| 4  | Nicolas Aubin       | Frankrijk           |
| 5  | Tommy Searle        | Verenigd Koninkrijk |
| 6  | Andrew McFarlane    | Australië           |
| 7  | Rui Gonçalves       | Portugal            |
| 8  | Colton Facciotti    | Canada              |
| 9  | Martin Barr         | Ierland             |
| 10 | Carlos Campano      | Spanje              |
| 11 | Jeremy Van Horebeek | België              |

### Kwalificatiereeks Open
| 1  | Tim Ferry         | Verenigde Staten |
| 2  | Michael Byrne     | Australië        |
| 3  | Joaquim Rodrigues | Portugal         |
| 4  | Ken De Dycker     | België           |
| 5  | Marcus Schiffer   | Duitsland        |
| 6  | Yoshitaka Atsuta  | Japan            |
| 7  | Wyatt Avis        | Zuid-Afrika      |
| 8  | Aigar Leok        | Estland          |
| 9  | Álvaro Lozano     | Spanje           |
| 10 | Lauris Freibergs  | Letland          |

## Uitslag Reeksen

### Eerste Reeks (MX1 + MX2)
| 1   | Ryan Villopoto      | Verenigde Staten    |
| 2   | Chad Reed           | Australië           |
| 3   | Ricky Carmichael    | Verenigde Staten    |
| 4   | Sébastien Pourcel   | Frankrijk           |
| 5   | Jonathan Barragán   | Spanje              |
| 6   | David Philippaerts  | Italië              |
| 7   | Tanel Leok          | Estland             |
| 8   | Steve Ramon         | België              |
| 9   | Tommy Searle        | Verenigd Koninkrijk |
| 10  | Nicolas Aubin       | Frankrijk           |
| ... | ...                 | ...                 |
| 34  | Jeremy Van Horebeek | België              |

### Tweede reeks (MX2 + Open)
| 1  | Ryan Villopoto         | Verenigde Staten    |
| 2  | Ken De Dycker          | België              |
| 3  | Tommy Searle           | Verenigd Koninkrijk |
| 4  | Tim Ferry              | Verenigde Staten    |
| 5  | Pierre-Alexandre Renet | Frankrijk           |
| 6  | Nicolas Aubin          | Frankrijk           |
| 7  | Carlos Campano         | Spanje              |
| 8  | Yoshitaka Atsuta       | Japan               |
| 9  | Martin Barr            | Ierland             |
| 10 | Jeremy Van Horebeek    | België              |

### Derde Reeks  (MX1 + Open)
| 1  | Ricky Carmichael   | Verenigde Staten    |
| 2  | Tim Ferry          | Verenigde Staten    |
| 3  | Grant Langston     | Zuid-Afrika         |
| 4  | Steve Ramon        | België              |
| 5  | Tanel Leok         | Estland             |
| 6  | David Philippaerts | Italië              |
| 7  | Yoshitaka Atsuta   | Japan               |
| 8  | Billy Mackenzie    | Verenigd Koninkrijk |
| 9  | Sébastien Pourcel  | Frankrijk           |
| 10 | Julien Bill        | Zwitserland         |
| 11 | Ken De Dycker      | België              |

### Eindstand
| 1  | Verenigde Staten    | 8 (1+1+1+2+3)       |
| 2  | Frankrijk           | 34 (4+5+6+9+10)     |
| 3  | België              | 35 (2+4+8+10+11)    |
| 4  | Italië              | 57 (6+6+14+15+16)   |
| 5  | Verenigd Koninkrijk | 63 (3+8+9+11+32)    |
| 6  | Spanje              | 68 (5+7+14+18+24)   |
| 7  | Japan               | 77 (7+8+16+23+23)   |
| 8  | Zwitserland         | 84 (10+12+20+21+21) |
| 9  | Duitsland           | 89 (11+13+17+22+26) |
| 10 | Canada              | 90 (12+15+16+17+30) |